# مارتا فاينشتوك روزين
مارتا فاينشتوك روزين (بالعبرية: מרתה וינשטוק-רוזין) (ولدت في 1935) هي عالمة أدوية عصبية إسرائيلية نمساوية المولد، اشتهرت بأنها مطورة دواء ريفاستيجمين (إكسيلون).
حصلت على جائزة إسرائيل للطب لعام 2014. 

## أوائل حياتها
ولدت فاينشتوك روزين في فيينا.  بعد أن تم القبض على والدها لكونه يهوديًا، فرت العائلة من النمسا إلى إنجلترا في عام 1939، قبل وقت قصير من الحرب. كانت أيامها الأولى في إنجلترا صعبة. تم القبض على والدها باعتباره مواطنًا في دولة معادية، ولم تكن لدى والدتها أي مهارات ولم تكن تتحدث الإنجليزية. كان العثور على الطعام تحديًا وقضت معظم وقتها في ملاجئ الغارات الجوية. 
في سن الثانية عشرة، بحثت عن كلمة "عالمة صيدلة" في إحدى الموسوعات وقررت أن البحث وتطوير الأدوية والكيمياء ستكون مسيرتها المهنية.  كان عليها أن تحارب النظام لتنجح. كان عليها أن تذهب إلى فصل الأولاد لدراسة الفيزياء، لأنه لم يكن متاحًا في مدرسة البنات؛ كما أن والدها لم يوافق على خططها الطبية لأنه كان يخشى ألا تتزوج أبدًا.
حصلت على درجة الدكتوراه والماجستير في علم الصيدلة من جامعة لندن، تليها درجة الدكتوراه في علم الصيدلة من كلية الطب بمستشفى سانت ماري. 

## العمل
ألقت محاضرات في جامعة لندن، لكنها شعرت أنها باعتبارها امرأة يهودية أرثوذكسية ولديها أطفال واجهت تحيزًا من المجتمع الأكاديمي الإنجليزي وكانت فرصها المهنية محدودة. عندما تم تجاوزها للحصول على ترقية، قيل لها: "أنت لست واحدة منا. أنت لا تأكلين معنا ولم تحضري حفلات عيد الميلاد أبدًا". 
أدى هذا إلى الانتقال إلى إسرائيل في عام 1969، والانضمام إلى هيئة التدريس في جامعة تل أبيب، وبعد ذلك إلى الجامعة العبرية. أصبحت أستاذة في الجامعة العبرية عام 1981 ورئيسة لكلية الصيدلة فيها عام 1983. 
أثناء دراسة انخفاض جهد الجهاز التنفسي الناجم عن المورفين (الذي يخفض مستوى أستيل كولين في جذع الدماغ )، وجدت فاينشتوك روزين عن طريق "الصدفة المذهلة" عقارًا، ريفاستيجمين، الذي يزيد بشكل انتقائي من مستويات الأسيتيل كولين في الفص الجبهي. وسرعان ما أدركت أن هذا الدواء، وهو مشتق شبه صناعي من فيسوستيغمين،  تم العثور عليه بالصدفة،  يمكن أن يكون مفيدًا لمرض الزهايمر، الذي يتميز بانخفاض محدد في الأسيتيل كولين في نفس المنطقة. وتم بيع الدواء لشركة ساندوز، التي أصبحت الآن جزءا من نوفارتيس. وحاولت إثارة اهتمام شركة "طيفع"، الشركة الإسرائيلية الكبرى الوحيدة في مجال تصنيع الأدوية في ذلك الوقت، لكنهم لم يكونوا مهتمين.
تم منح فاينشتوك والجامعة "عوائد مالية جيدة". ظل مصدر الدواء سرا، ظاهريا بسبب المقاطعة العربية، ولم تحصل فاينشتوك روزين على الاعتراف باكتشافها إلا في عام 1997. 
تم تطويره  وحصلت على براءة اختراع في عام 1985 ودخل حيز الاستخدام الطبي تحت اسم إكسيلون في عام 1997.  تُستخدم كبسولات ريفاستيجمين والمحلول السائل واللصقات لعلاج الخرف الخفيف إلى المتوسط من نوع الزهايمر، وفي المملكة المتحدة لعلاج الخرف الخفيف إلى المتوسط الناتج عن مرض باركنسون.  يبطئ الدواء التدهور المعرفي ويحسن الذاكرة لدى المرضى المصابين.   تم تسويق الدواء بواسطة شركة نوفارتيس بمبيعات سنوية قدرها مليار دولار.   بعد تطوير عقار ريفاستيجمين، تحول تركيز بحثها إلى إيجاد علاج وقائي لمرض الزهايمر. 
فازت فاينشتوك روزين بجائزة إسرائيل للطب لعام 2014 لاكتشافها عقار ريفاستيجمين.  وهي أستاذة فخرية في كلية الصيدلة بالجامعة العبرية [الإنجليزية]. 